# Грузовая система (дайвинг)

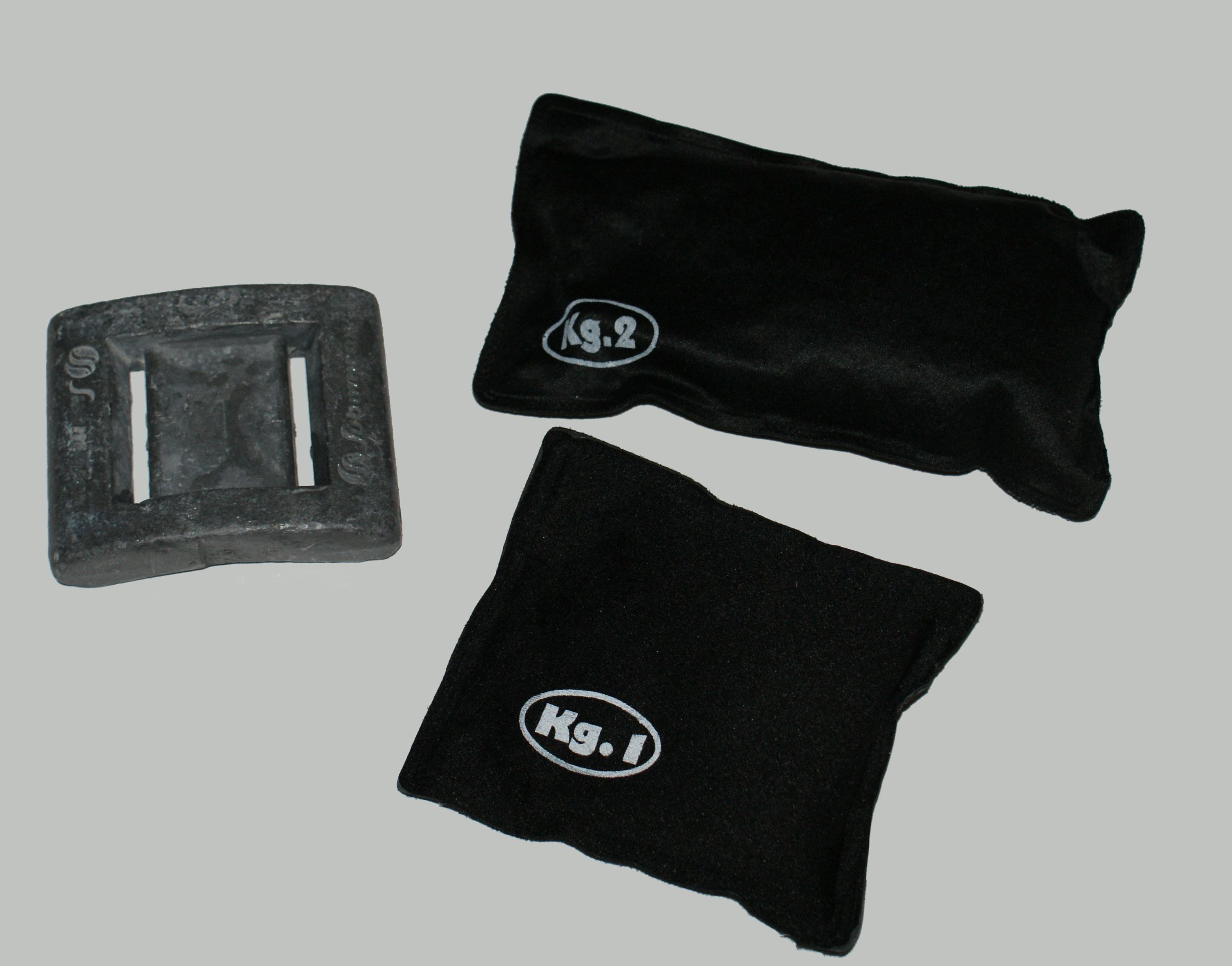
Твердые грузовой пояс и мешочки проведения свинцовой дроби для подводного плавания.

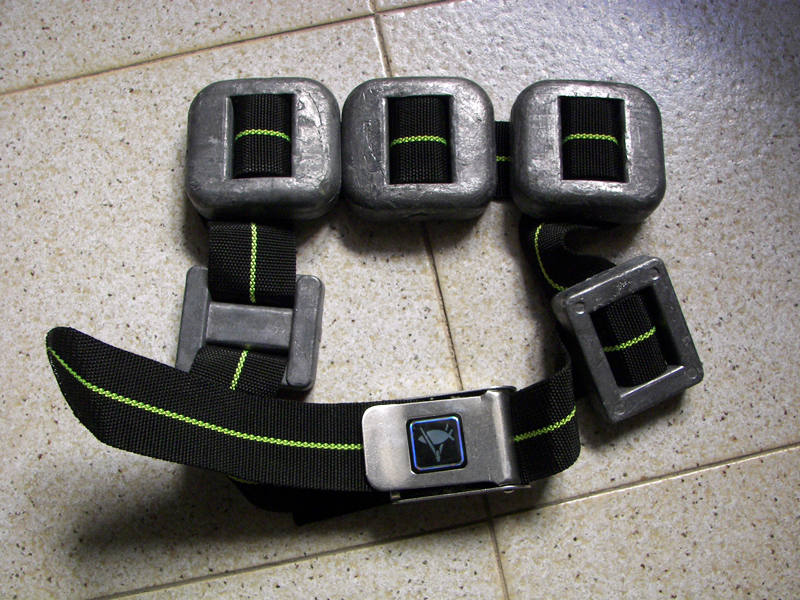
Грузовой пояс

Грузовая система — оборудование, изменяющее плавучесть.

## Управление грузом
Традиционные грузовые системы с размещением веса на поясе негативно влияют на положение в воде и обычно не используются техническими дайверами.
В качестве элементов грузовой системы могут использоваться спинки из нержавеющий стали или просто утяжеленные спинки,  размещение груза на спине в случае использования V-образных держателей баллонов, использовать «килевой груз». Также для этой цели используют стальные баллоны.
Целевым ориентиром при подборе груза является нулевая плавучесть на уровне 3 метров с почти пустыми баллонами, где должны проходить остановки безопасности или декомпрессии. Отклонившись от нормы дайверы подвергаются значительной опасности:
- Если груза недостаточно, то это приводит к возникновению риска выброса на поверхность в случае потери газа в баллонах[1].
- Если груза слишком много, то для его компенсации дайвер вынужден больше тратить энергии на движение из-за больших размеров раздувшегося компенсатора плавучести[3].

Одним из обязательных умений у дайвера является быстрое сбрасывание груза для экстренного всплытия на поверхность.
Достижение дайвером баланса между грузами, компенсатором плавучести, баллонами и гидрокостюмом для создания и дальнейшего поддержания нулевой плавучести.
Условия погружения (глубина, температура воды и т. п.) разительно влияют на выбор оборудования. Так, для неглубоких погружений в теплых водах используют мокрые гидрокостюмы с низкой плавучестью и легкими алюминиевыми баллонами. В противном же случае с глубоководными погружениями, холодными водами дайверы вынуждены использовать сухие костюмы с высокой плавучестью, что приводит к необходимости ее компенсации с помощью тяжелых стальных баллонов и/или грузовых поясов.
Подбор грузов должен строиться на учете ряда факторов:
- дифференцированную плавучесть костюмов, которые теряют плавучесть после погружения из-за обжатия;
- изменение веса газовой смеси, падающий в процессе его расходования;
- требованию нулевой плавучести на уровне 3 метров при пустых баллонах.

В среднем более 80% веса приходятся на компенсацию положительной плавучести гидрокостюма. При этом с увеличение давления на глубине положительная плавучесть падает, а вес груза сохраняется; в результате он может достигать минус 18 кг. Это также является риском, реализующимся в случае поломки компенсатора плавучести.
В случае нештатной ситуации дайвер в мокром костюме должен иметь возможность сбросить груз в виде грузового пояса, аккумуляторной батареи фонаря, грузов от Keel. Поэтому груз разделяют по возможности их быстрого сброса на съемные и несъемные.
Существуют специализированные системы активного контроля балласта дающих возможность уменьшить вес в два раза за одно действие. В целом же, дайверы самостоятельно формируют систему грузов, предусматривающую различные варианты быстрого сброса.
Распространенной ошибкой дайверов является одновременное увеличение веса груза вместе с увеличением размеров компенсаторов плавучести.
Главный ориентир при подборе грузов: безусловная готовность дайвера всплыть без активного компенсатора плавучести исключительно на ластах. Для штатных ситуаций используется следующий ориентир: безусловная готовность дайвера неподвижно  зависнуть на трех метрах для остановки безопасности с давлением в баллонах не более 35 бар и почти пустыми компенсаторами плавучести.
Система быстрого сброса так же используется внешними пользователями, когда вследствие паники сам дайвер не может сбросить груз и другой человек должен дотянуться до пряжки ремня и сбросить груз за него.

## Классификация
- Грузы бывают обычные и анатомические. В анатомических грузах поверхность брикета деформирована для обеспечения более плотного прилегания к телу пловца.
- Грузы существуют с прорезями для крепления на грузовом ремне и монолитные, для использования в интегрированных грузовых системах (карманах). Также в некоторых современных системах распределения грузов на компенсаторах плавучести используются, так называемые, «мягкие» груза. То есть выполненные в виде мешочков с насыпанной в них дробью из свинца, или другого металла.
- V- и П-образные грузы, предназначенные для крепления между баллонами, в случае использования спарок. Помимо основной цели, служат для компенсации смещения центра масс при использовании компенсаторов типа «крыло».